# Eleições parlamentares iugoslavas de 1974
As eleições parlamentares foram realizadas na Iugoslávia entre 16 de março e 10 de maio de 1974 por meio de um complicado sistema de delegados que selecionava delegados para assembleias locais, republicanas e federais. 

## Antecedentes
As eleições foram as primeiras realizadas sob a nova constituição adotada em 31 de janeiro de 1974. Previa uma Assembleia bicameral com uma Câmara Federal de 220 membros e uma Câmara das Repúblicas e Províncias de 88 membros.  

## Sistema eleitoral
Os membros da Câmara Federal representavam três grupos: organizações autogestionárias, comunidades e organizações sociopolíticas. Trinta membros foram eleitos de cada uma das seis repúblicas e 20 das duas províncias autónomas, Kosovo e Voivodina. 
No final de março, os eleitores elegeram representantes de organizações trabalhistas básicas. Estes, por sua vez, elegeram as Assembleias Comunitárias no início de abril. As Assembleias Comunais elegeram então os membros da Câmara Federal entre 22 e 29 de abril. 
Os membros da Câmara das Repúblicas foram eleitos pelas Assembleias das seis repúblicas e províncias, com cada república elegendo 12 membros e Kosovo e Voivodina elegendo oito cada. Os membros foram eleitos num período que terminou em 10 de maio. 

### Assembleias Comunais, Abril
As assembleias comunitárias foram eleitas por delegados locais eleitos por organizações autogeridas, comunidades e organizações sociopolíticas no início de abril. Posteriormente, cada um elegeu um Presidente da Assembleia, equivalente a um prefeito. Houve um total de 501 dessas assembleias comunitárias tricamerais no país. Para algumas das cidades maiores: 
| Cidade    | Presidente da Assembleia | Presidente da Assembleia | Partido |
| --------- | ------------------------ | ------------------------ | ------- |
| Belgrado  |                          | Zivorad Kovačević        | SKJ     |
| Liubliana |                          | Tone Kovič               | SKJ     |
| Niš       |                          | Vladimir Petrović        | SKJ     |
| Novi Sad  |                          | Jovan Dejanović          | SKJ     |
| Podgorica |                          | Miro Popović             | SKJ     |
| Rijeka    |                          | Nikola Pavletić          | SKJ     |
| Sarajevo  |                          | Dane Maljković           | SKJ     |
| Escópia   |                          | Metodi Antonov           | SKJ     |
| Dividir   |                          | Vjekoslav Vidjak         | SKJ     |
| Subotica  |                          | József Dékány            | SKJ     |
| Zagreb    |                          | Ivo Vrhovec              | SKJ     |

### Assembleias da República e Provinciais, Abril
Em abril e maio, as sessões inaugurais de todas as três câmaras das assembleias das repúblicas e províncias se reuniram pela primeira vez e elegeram os presidentes de todos os seus órgãos. 
| República            | Presidente da Assembleia | Presidente da Assembleia | Partido |
| -------------------- | ------------------------ | ------------------------ | ------- |
| Bósnia e Herzegovina |                          | Hamdija Pozderac         | SKJ     |
| Croácia              |                          | Ivo Perišin              | SKJ     |
| Macedônia            |                          | Blagoja Taleski          | SKJ     |
| Montenegro           |                          | Budislav Soškić          | SKJ     |
| Sérvia               |                          | Ivan Vasiljević          | SKJ     |
| Eslovênia            |                          | Marijan Brecelj          | SKJ     |
| Voivodina            |                          | Sreten Kovačević         | SKJ     |

### Presidências e Conselhos Executivos da República, Abril
| República            | Presidente da Presidência | Presidente da Presidência | Posse              | Partido | Presidente do Conselho Executivo | Presidente do Conselho Executivo | Posse             | Partido |
| -------------------- | ------------------------- | ------------------------- | ------------------ | ------- | -------------------------------- | -------------------------------- | ----------------- | ------- |
| Bósnia e Herzegovina |                           | Ratomir Dugonjić          | Maio de 1974       | SKJ     |                                  | Milanko Renovica                 | Abril de 1974     | SKJ     |
| Croácia              |                           | Jakov Blažević            | 8 de maio de 1974  | SKJ     |                                  | Jakov Sirotković                 | 8 de maio de 1974 | SKJ     |
| Macedônia            |                           | Vidoe Smilevski           | 6 de maio de 1974  | SKJ     |                                  | Blagoj Popov                     | Abril de 1974     | SKJ     |
| Montenegro           |                           | Veljko Milatović          | 5 de abril de 1974 | SKJ     |                                  | Marko Orlandić                   | 6 de maio de 1974 | SKJ     |
| Sérvia               |                           | Dragoslav Marković        | 6 de maio de 1974  | SKJ     |                                  | Dušan Čkrebić                    | 6 de maio de 1974 | SKJ     |
| Eslovênia            |                           | Sergej Kraigher           | Maio de 1974       | SKJ     |                                  | Andrej Marinc                    | Maio de 1974      | SKJ     |

### Conselho de Repúblicas e Províncias, eleito até 10 de maio
Até 10 de maio, as assembleias das repúblicas e províncias elegeram membros de cada um dos seus três conselhos constituintes (Trabalhista Associado, Sócio-Político e Municipal) para exercerem mandatos duplos na sua república ou província e no Conselho Federal das Repúblicas e Províncias.  Cada república enviou 12 membros ao conselho, enquanto as duas províncias enviaram 8 cada. 
| República ou província | Membros do Conselho de Trabalho Associado | Membros do Conselho de Municípios | Membros do Conselho Sócio-Político | Total |
| ---------------------- | ----------------------------------------- | --------------------------------- | ---------------------------------- | ----- |
| Bósnia e Herzegovina   | 0                                         | 3                                 | 8                                  | 11    |
| Croácia                | 1                                         | 2                                 | 9                                  | 12    |
| Kosovo                 | 3                                         | 2                                 | 3                                  | 8     |
| Macedônia              | 0                                         | 3                                 | 9                                  | 12    |
| Montenegro             | 0                                         | 4                                 | 8                                  | 12    |
| Sérvia                 | 3                                         | 1                                 | 8                                  | 12    |
| Eslovênia              | 3                                         | 2                                 | 7                                  | 12    |
| Voivodina              | 0                                         | 1                                 | 7                                  | 8     |
| Total                  | 10                                        | 18                                | 59                                 | 87    |

### Assembleia convocada, 15 de maio
Em 15 de maio, uma sessão conjunta de ambas as câmaras da Assembleia se reuniu pela primeira vez e elegeu os presidentes de todos os órgãos. 
| Cargo                                              | Oficial | Oficial           | Posse              | Partido | Representação        |
| -------------------------------------------------- | ------- | ----------------- | ------------------ | ------- | -------------------- |
| Presidente da Assembleia                           |         | Kiro Gligorov     | 15 de maio de 1974 | SKJ     | Macedônia            |
| Vice-presidente da Assembleia                      |         | Marijan Cvetković | 15 de maio de 1974 | SKJ     | Croácia              |
| Vice-presidente da Assembleia                      |         | Peko Dapčević     | 15 de maio de 1974 | SKJ     | Montenegro           |
| Vice-presidente da Assembleia                      |         | Sinan Hasani      | 15 de maio de 1974 | SKJ     | Kosovo               |
| Vice-presidente da Assembleia                      |         | Rudi Kolak        | 15 de maio de 1974 | SKJ     | Bósnia e Herzegovina |
| Vice-presidente da Assembleia                      |         | Branko Pešić      | 15 de maio de 1974 | SKJ     | Sérvia               |
| Presidente do Conselho Federal                     |         | Danilo Kekić      | 15 de maio de 1974 | SKJ     | Voivodina            |
| Presidente do Conselho das Repúblicas e Províncias |         | Zoran Polič       | 15 de maio de 1974 | SKJ     | Eslovênia            |

### Presidente e Presidência, 16 de maio
Em 16 de maio, uma assembleia conjunta de ambas as câmaras da Assembleia reelegeu o presidente da Liga dos Comunistas, Josip Broz Tito, como Presidente da República. O artigo 333 da nova constituição afirmou o direito de Tito de servir como presidente vitalício a critério da Assembleia. 
| Papel                   | Oficial | Oficial         | Posse                                      | Partido |
| ----------------------- | ------- | --------------- | ------------------------------------------ | ------- |
| Presidente da República |         | Josip Broz Tito | 16 de maio de 1974 (14 de janeiro de 1953) | SKJ     |

A Assembleia também confirmou os membros da Presidência coletiva selecionados pelas assembleias individuais das repúblicas e províncias em 16 de maio. 
| Papel na Presidência | Oficial | Oficial            | Posse              | Partido | Representação        |
| -------------------- | ------- | ------------------ | ------------------ | ------- | -------------------- |
| Vice-presidente      |         | Petar Stambolić    | 16 de maio de 1974 | SKJ     | Sérvia               |
| Membro               |         | Lázaro Koliševski  | 16 de maio de 1974 | SKJ     | Macedônia            |
| Membro               |         | Vídeo Žarković     | 16 de maio de 1974 | SKJ     | Montenegro           |
| Membro               |         | Stevan Doronjski   | 16 de maio de 1974 | SKJ     | Voivodina            |
| Membro               |         | Fadil Hoxha        | 16 de maio de 1974 | SKJ     | Kosovo               |
| Membro               |         | Cvijetin Mijatović | 16 de maio de 1974 | SKJ     | Bósnia e Herzegovina |
| Membro               |         | Edvard Kardelj     | 16 de maio de 1974 | SKJ     | Eslovênia            |
| Membro               |         | Vladimir Bakarić   | 16 de maio de 1974 | SKJ     | Croácia              |

### Conselho Executivo Federal eleito, 17 de maio
Em 17 de maio, um novo Conselho Executivo Federal foi eleito, com Džemal Bijedić atuando como presidente. 